# アダム・ソルギ
アダム・ソルギ（Adam Sorgi、1984年12月17日 - ）は、アメリカ合衆国・マサチューセッツ州出身のプロ野球選手（内野手）。

## 経歴
スタンフォード大学から、2007年にMLBドラフト21巡目でフィラデルフィア・フィリーズに入団。

## 選手としての特徴
俊足巧打の遊撃手である。
スウェーデン系アメリカ人としてスウェーデン国籍も有しており、スウェーデン代表としてプレーしている。